# Fabio Berardi
Fabio Berardi (ur. 26 maja 1959 w Borgo Maggiore w San Marino) – sanmaryński polityk.
Pełnił funkcję kapitana regenta (głowy państwa) San Marino od 1 kwietnia 2001 do 30 września 2001. Od grudnia 2003 do lipca 2006 pełnił funkcję sekretarza stanu do politycznych i zagranicznych San Marino. Od 1 października 2016 do 1 kwietnia 2017  pełnił po raz drugi funkcję kapitana regenta razem z Marino Riccardim. Berardi jest członkiem Socjalistycznej Partii San Marino.